# Карл Шлезінгер (економіст)
Карл Шлезінгер (англ. Carl Schlesinger, 19 січня 1889, Будапешт, Австро-Угорщина — 12 березня 1938, Відень, Австрія) — австрійський економіст та банкір. У книзі «Теорія грошей і кредиту» (англ. The theory of money and credit, 1914) він широко використовував просту математику, непопулярну в той час у німецькій економічній писемності, особливо в галузі грошової теорії.

## Біографія
Народився Карл Шлезінгер 19 січня 1889 року в Будапешті (Австро-Угорщина).Він був сином банкіра та фінансиста Майкла С., онуком банкіра Зигмунда Голда (1831—1919).
Шлезінгер був багатим фінансистом і членом промислових та фінансових рад, одним з небагатьох важливих сучасних економістів-теоретиків, які не входили до академічного світу, він ніколи не займав академічну посаду, але був активним і шанованим членом Віденського економічного товариства. Його внесок у економіку був високо оцінений у Відні, проте важлива рання робота 1914 р. «Теорія грошей і кредиту» була недоступною під час переїзду туди.
Інтерес до математики змусив його взяти інструктаж від А. Уолда в 1930-х роках. Шлезінгер запропонував Вальду проблему, що стосується виробничих рівнянь Валраса. Ця проблема стосувалася модифікації Шлезінгера системи рівнянь Вальраса — Касселя, вводячи поняття, що всі фактори виробництва — не лише дефіцитні, — повинні враховуватися, і те, чи є фактор дефіцитним або вільним, залежить від функцій попиту. Це призвело до відомого твору Вальда про рішучість валразійської системи (Шлезінгер визнавав, що Зейтен раніше пропонував подібну модифікацію, проте, не відстежуючи цього питання). Ці проблеми обговорювались у математичному колоквіуті Карла Менгера. Шлезінгер також сприяв роботі Менгера над теорією прибутку.
Теорія грошей і управління кредитами Шлезінгера зробила його єдиним безпосереднім послідовником Валраса. Шлезінгер підкреслив, що крім опосередкованої корисності грошей, залишки грошових коштів також мають пряму корисність. Він запровадив імовірнісний підхід до грошової теорії, розмежувавши фіксовану та невизначену терміни виплати у майбутньому; перші не пропонують іншого вибору, в той час як останні дозволяють людині максимально використовувати корисність, вибираючи належним чином між зберіганням готівки та придбанням товарів. Далі він показав, що якщо кількість транзакцій збільшується, можна економити відносний розмір залишків грошових коштів, хоча це не буде так, якщо збільшуватиметься лише величина транзакцій. Шлезінгер вивів рівняння надлишкового попиту на гроші, яке практично ідентично тому, яке зазвичай приписується Кейнсу. Він також був, мабуть, першим, хто розробив поняття рівноважної ставки відсотка.
Шлезінгер був одним з перших економістів, які виклали теорію паритету купівельної спроможності. У своїй памфлеті про зміни вартості грошей (1916 р.) Він заявив, що ця теорія про те, що паритет валюти країни визначається коефіцієнтом внутрішніх та закордонних загальних рівнів цін. Врівноважений курс обміну може бути змінений лише в тому випадку, якщо іноземні запозичення використовуються для зменшення заборгованості банку, який випускає емісію.
У 1931 р. Шлезінгер опублікував тривалий огляд «Bankpolitik» Ф. Сомарі, в якому він представив детальний математичний аналіз теорії створення кредитів комерційними банками, включивши цю теорію до загального процесу обігу. Припускаючи що: є кількість рівних банків, що депозити потребують певного резерву грошових коштів, і що кожна особа платить частково готівкою, а частково чеком. Шлезінгер проаналізував ефекти впровадження нових металевих або нових банкнот у систему, поки не буде досягнуто рівноваги та виведені формули для боржників, кредиторів та системи в цілому. Він також розглядав потік чеків назад до їх початкової точки. Кілька його обмежувальних припущень можна послабити, але весь підхід є ранньою моделлю для ретельного, суворого аналізу грошових операцій.
Помер у Відні 12 березня 1938 р.(самогубство).

## Внесок в економіку
Найбільш вагомий внесок Шлезінгера був у монетарну теорію, але ця робота була широко занедбаною, що змусило Шумпетера зауважити, що «в нашій галузі першокласна робота не є ні необхідною, ні достатньою умовою успіху» (1954). Однак останнім часом йому було надано більше кредитів, особливо В. Вагнера та Д. Патінкіна. На додаток до його аналітичного внеску до численних дискусій про теорію капіталу, бізнес-цикли та загальну теорію рівноваги, що проводились до численних дискусій про теорію капіталу, ділових циклів та загальної теорії рівноваги, проведених серед економістів у Відні. Часто в непарні години в кав'ярнях — Шлезінгер мав важливі економічні уявлення, в яких його великий досвід фінансиста і адміністратора забезпечив цінну противагу його теоретичному аналізу. Таким чином, його значний вплив на віденську економіку був набагато більшим, ніж це може свідчити кілька його публікацій.

## Праці
- «Теорія грошової та кредитної економіки», (нім. Theorie der Geld-und Kreditwirtschaft, 1914);
- «Основні принципи грошової економіки», (англ. Basic Principles of the Money Economy, 1914);
- «Зміни вартості грошей на війні», (нім. Die Veranderungen des Geldwertes im Kriege, 1916);
- «„Енігма“ французької золотої політики», (нім. Das “Rätsel” der französischen Goldpolitik, 1931);
- Вклад до «Коментарів законів про доходи» Менгера, (нім. Ein Beitrag zu Mengers “Bemerkungen zu den Ertragsgesetzen, 1936).